# Comisión Mixta para las Relaciones con el Tribunal de Cuentas
La Comisión Mixta para las Relaciones con el Tribunal de Cuentas es una comisión conjunta de las Cortes Generales compuesta por 39 miembros del Congreso de los Diputados y del Senado. A través de esta comisión las Cortes ejercen sus funciones de control sobre el Tribunal de Cuentas.

## Origen
Constituye un antecedente indirecto de la actual Comisión Mixta, la Comisión prevista en el artículo 4 de la Ley de 25 de junio de 1870, compuesta de siete senadores y siete diputados, cuya presidencia ejercían alternativamente por legislaturas cada uno de los Presidentes de las Cámaras y cuya función era el nombramiento del Presidente y de los Ministros del Tribunal.
Durante la larga historia del Tribunal de Cuentas, este ha dependido bien del poder ejecutivo o bien del poder legislativo. Esta última dependencia ha ocurrido en dos únicos periodos históricos, la Segunda República y el actual periodo democrático. Es por ello que el antecedente directo de la Comisión Mixta encargada de las relaciones con el Tribunal de Cuentas lo constituye la Comisión permanente que para entender en los asuntos que se relacionaran con el Tribunal de Cuentas de la República estaba prevista en el artículo 123 del Reglamento del Congreso de los Diputados de 20 de noviembre de 1934.
Esta disposición traducía así el sistema de relaciones configurado en el artículo 120 de la Constitución republicana de 1931 entre el Tribunal y el Parlamento. Este artículo 120 utilizaba la fórmula «el Tribunal de Cuentas dependerá directamente de las Cortes» luego retomada por la actual Constitución de 1978. Esta Comisión permanente estaba integrada por veintiún miembros (designados proporcionalmente a. la representación de cada grupo en la Cámara) y estaba presidida por el Presidente de la Cámara. Entre sus funciones figuraba la de realizar la propuesta de nombramiento del Presidente, Ministros, Fiscales y Secretario del Tribunal de Cuentas al Pleno del Congreso, así como dictaminar el Proyecto de Presupuesto del Tribunal redactado por el Pleno de este organismo, que debía ser sometido a la aprobación de las Cortes.

## Normas

### Composición
Si bien es una comisión mixta, la preponderancia del Congreso de los Diputados es evidente, puesto de los 39 miembros que la conforman, 22 son diputados y 17 senadores. De entre sus miembros se escoge una mesa formada por un presidente, dos vicepresidentes y dos secretarios. Dependiendo de si su presidente es diputado o senador, se reunirá en el Palacio de las Cortes o en el Palacio del Senado.

### Sesiones
Las convocatorias las realiza el presidente de la Comisión con el beneplácito del presidente de la Cámara en la que ésta se reúna. Asimismo, de forma unilateral puede el presidente del Congreso o el presidente del Senado convocar una reunión de la Comisión Mixta, y de igual forma ambos cargos podrán presidir la Comisión.

## Composición actual
| Mesa de la Comisión | Mesa de la Comisión | Mesa de la Comisión                                                 | Mesa de la Comisión                             | Mesa de la Comisión         | Mesa de la Comisión                            | Mesa de la Comisión           | Mesa de la Comisión                | Mesa de la Comisión     |
| Presidente | Presidente | Presidente                                                          | Vicepresidente primero                          | Vicepresidente primero      | Vicepresidente segundo                         | Vicepresidente segundo        | Secretario primero                 | Secretario segundo      |
| --- | --- | ------------------------------------------------------------------- | ----------------------------------------------- | --------------------------- | ---------------------------------------------- | ----------------------------- | ---------------------------------- | ----------------------- |
| Santos Cerdán León (PSOE) | Santos Cerdán León (PSOE) | Santos Cerdán León (PSOE)                                           | Carmen Quintanilla (PP)                         | Carmen Quintanilla (PP)     | Ana Pilar Velilla (Cs)                         | Ana Pilar Velilla (Cs)        | Jesús Manuel Alonso Jiménez (PSOE) | Roberto Uriarte (UP)    |
| Miembros de la Comisión | |                                                                     |                                                 |                             |                                                |                               |                                    |                         |
| Grupo Socialista | Grupo Popular | Grupo Ciudadanos                                                    | Grupo Unidas Podemos                            | Grupo VOX                   | Grupo ERC-Bildu                                | Grupo Vasco                   | Grupo Nacionalista (Senado)        | Grupo Mixto             |
| - Elvira Ramón - María Luisa Faneca López - Valentín García Gómez - José Javier Izquierdo Roncero - Montse Mínguez García - María Concepción Ruíz López - Alfonso Carlos Moscoso González - Antonio Jesús Amador Cueto - José Asensi Sabater - Marcial Barba González - Jesús Caro Adanero - María Pilar Delgado Díez - Alfonso Escudero Ortega - Julia María Liberal Liberal | - José Ramón García Cañal - Elena Muñoz Fonteriz - Laura Concepción Prieto Arribas - Carolina España Reina - María del Carmen González Guinda - Jaime de Olano - Eloy Suárez | - Joaquín Moreno Latorre - Saúl Ramírez Freire - Vicente Ten Oliver | - Txema Guijarro García - Roser Maestro Moliner | - Pablo Sáez Alonso-Muñumer | - Bernat Picornell - Inés Granollers Cunillera | - María Dolores Etxano Varela | - Marta Pascal                     | - Carlos García Adanero |
| Fuente: | |                                                                     |                                                 |                             |                                                |                               |                                    |                         |

## Presidentes
II Legislatura
- Leopoldo Torres Boursault (14 de junio de 1983-23 de abril de 1986) - Diputado

III Legislatura
- Ciriaco de Vicente (10 de septiembre de 1986-31 de mayo de 1989) - Diputado

IV Legislatura
- Luis Berenguer Fuster (13 de marzo de 1990-13 de abril de 1993) - Diputado

V Legislatura
- Néstor Padrón Delgado (7 de octubre de 1993-9 de enero de 1996) - Diputado

VI Legislatura
- Josep Sánchez Llibre (10 de junio de 1996-18 de enero de 2000) - Diputado

VII Legislatura
- Gabino Puche (24 de mayo de 2000-20 de enero de 2004) - Diputado

VIII Legislatura
- Francesc Antich (27 de mayo de 2004-4 de junio de 2007) - Diputado
- Agustín Turiel Sandín (26 de junio de 2007-14 de enero de 2008) - Diputado

IX Legislatura
- María Isabel Pozuelo Meño (3 de junio de 2008-27 de septiembre de 2011) - Diputada

X Legislatura
- Ricardo Tarno (8 de febrero de 2012-26 de octubre de 2015) - Diputado

XI Legislatura
- Teófilo de Luis Rodríguez (24 de febrero de 2016-2 de mayo de 2016) - Diputado

XII Legislatura
- Eloy Suárez (23 de noviembre de 2016-4 de marzo de 2019) - Diputado

XIII y XIV Legislatura
- Santos Cerdán León (30 de julio de 2019-30 de mayo de 2023) - Diputado

## Subcomisiones o ponencias

### En funcionamiento
| Nombre | Constitución                       | Refs. |
| --- | ---------------------------------- | ----- |
| Ponencia de carácter permanente encargada de recibir de la Oficina Independiente de Regulación y Supervisión de la Contratación la más amplia información para hacer posible el control y la vigilancia de la contratación pública y la participación en las iniciativas de mejora normativa que se adopten en esta materia (154/12) | 14 de diciembre de 2021-actualidad | [ 4 ] |